# سرجو سانتارینی
سرجو سانتارینی (به ایتالیایی: Sergio Santarini) بازیکن فوتبال و اهل ایتالیا است که از سال ۱۹۷۱ میلادی عضو تیم ملی فوتبال ایتالیا بوده و در ۲ بازی ملی حضور داشته‌است. او در بازی‌های ملی‌اش ۱ گل به ثمر رساند.
سرجو سانتارینی آخرین بازی ملی خود را در سال ۱۹۷۴ میلادی انجام داد.